# إيفان إكليند
إيفان إكليند (15 أكتوبر 1905 - 23 يوليو 1981) (بالسويدية: Ivan Henning Hjalmar Eklind) حكم كرة قدم سويدي اشتهر بتحكيم نهائي كأس العالم 1934 بين منتخبي إيطاليا وتشيكوسلوفاكيا في روما. يعتبر أصغر حكم حتى يومنا هذا يُشرف على نهائي كأس العالم وهو في التاسعة والعشرين من عمره.
يُشتبه في كونه تلقى رشوة من بينيتو موسوليني رئيس إيطاليا آنذاك، وقد ذكر اللعب النمساوي-التشيكي جوزيف بيكان (1913 - 2001) أن إكليند قبل إدارته نهائي المحفل العالمي، كان ضيفا في مقصورة الفاشيين للشخصيات المهمة، قبل أن تنتصر إيطاليا بهدفين لهدف في النهائي على تشيكسلوفاكيا.

## روابط خارجية
- إيفان إكليند على موقع Soccerway.com (الإنجليزية)
- Ivan Eklind at WorldFootball.net
- WorldCupGoal على موقع واي باك مشين (نسخة محفوظة 2007-03-11)

| سبقه جون لانغينوس | حكم المباراة النهائية في بطولة كأس العالم لكرة القدم 1934 إيفان إكليند | تبعه جورج كابديفيل |